# Ксеньинский переулок
Ксе́ньинский переу́лок — небольшая улица в центре Москвы в Хамовниках между Комсомольским проспектом и Несвижским переулком.

## Происхождение названия
Своё имя переулок (называвшийся также Ксеньевский) получил в XIX веке по находившемуся здесь Ксеньинскому ремесленному приюту, благотворительницей которого была великая княгиня Ксения Александровна. Ранее переулок числился как Безымянный.

## Описание
Ксеньинский переулок фактически является небольшим проездом, который соединяет дублёр Комсомольского проспекта с Несвижским переулком. Проходит с юго-востока на северо-запад.